# Platanistia
Platanistia (griechisch Πλατανίστεια; türkisch Çamlıca) ist eine Gemeinde im Bezirk Limassol in der Republik Zypern. Bei der Volkszählung im Jahr 2021 hatte sie 34 Einwohner.

## Name
Der Name des Dorfes kommt vom Wort platanos. Die türkisch-zypriotischen Einwohner benutzten den Namen Bladanisya bis 1958, als sie den alternativen Namen Çamlıca annahmen, was auf Türkisch „Ort mit Kiefern“ bedeutet.

## Lage und Umgebung

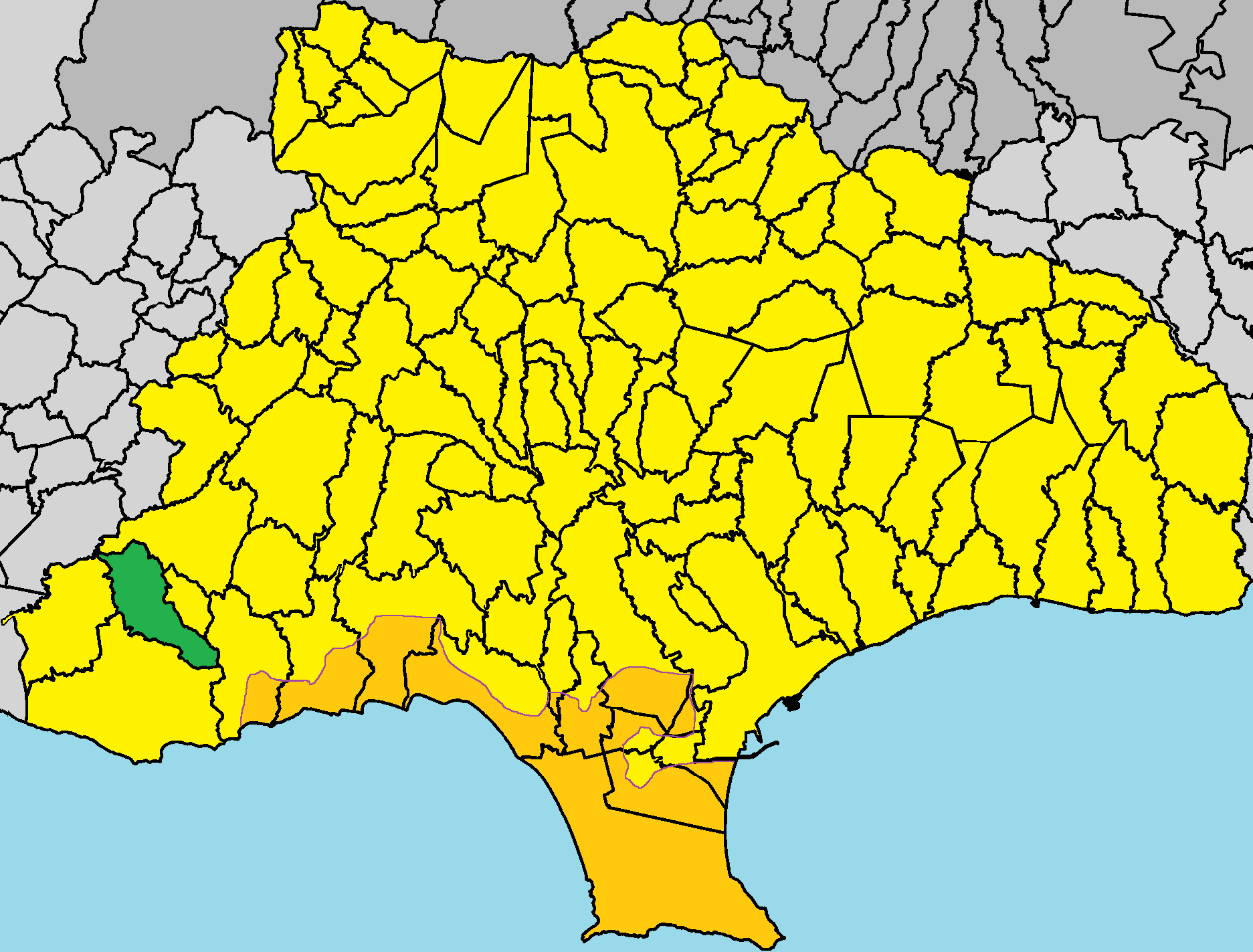
Lage im Bezirk Limassol

Platanistia liegt im Süden der Mittelmeerinsel Zypern auf einer Höhe von etwa 365 Metern, etwa 40 Kilometer westlich von Limassol. Das 13,1867 Quadratkilometer große Dorf grenzt im Süden an Pissouri, im Westen an Alektora und Pano Archimandrita, im Norden an Anogyra und im Osten an Agios Thomas und Avdimou. Das Dorf kann über die Straße F607 erreicht werden.

## Bevölkerungsentwicklung
| Jahr      | 1881 | 1891 | 1901 | 1911 | 1921 | 1931 | 1946 | 1960 | 1976 | 1982 | 1992 | 2001 | 2011 | 2021 |
| Einwohner | 184  | 191  | 231  | 280  | 283  | 271  | 330  | 330  | 81   | 63   | 35   | 43   | 45   | 34   |